# Cheyres
Cheyres é uma comuna da Suíça, localizada no Cantão de Friburgo, com 1.153 habitantes, de acordo com o censo de 2010 . Estende-se por uma área de 5,13 km², de densidade populacional de 223hab/km². Confina com as seguintes comunas: Châbles, Chavannes-le-Chêne (VD), Concise (VD), Murist, Rovray (VD) e Yvonand (VD).
A língua oficial nesta comuna é o francês.

## Idiomas
De acordo com o censo de 2000, a maioria da população fala francês (86,8%), sendo o alemão a segunda língua mais comum, com 9,6%, e o português a terceira, com 1,5%.